# Baloncesto en los Juegos Mediterráneos de 2009
El torneo de baloncesto en los Juegos Mediterráneos de 2009 se realizó en el pabellón Palasport Roseto de la localidad de Teramo (Italia) entre el 26 de junio y el 4 de julio de 2009.

## Resultados
| Evento            | Oro     | Plata  | Bronce  |
| ----------------- | ------- | ------ | ------- |
| Masculino (04.07) | Croacia | Grecia | Turquía |
| Femenino (02.07)  | Italia  | Serbia | Croacia |

## Medallero
| Núm. | País    | Oro | Plata | Bronce | Total |
| ---- | ------- | --- | ----- | ------ | ----- |
| 1    | Croacia | 1   | 0     | 1      | 2     |
| 2    | Italia  | 1   | 0     | 0      | 1     |
| 3    | Grecia  | 0   | 1     | 0      | 1     |
| 3    | Serbia  | 0   | 1     | 0      | 1     |
| 5    | Turquía | 0   | 0     | 1      | 1     |
|      | TOTAL   | 2   | 2     | 2      | 6     |

- Datos: Q2352822